# Toshihiro Horikawa
Toshihiro Horikawa (født 28. maj 1989) er en japansk professionel fodboldspiller.
Han har spillet for flere forskellige klubber i sin karriere, herunder Kamatamare Sanuki.